# America (album Thirty Seconds to Mars)
America – piąty album zespołu Thirty Seconds to Mars, który został wydany 6 kwietnia 2018 roku nakładem wytwórni Interscope Records. W celu promocji wydawnictwa zostały wydane trzy single „Walk on Water”, „Dangerous Night” oraz „Rescue Me”. Jest to ostatni album nagrany z gitarzystą Tomo Miličevićem, który odszedł z zespołu kilka miesięcy po premierze albumu.
America zadebiutował na drugim miejscu notowania Billboard 200 w Stanach Zjednoczonych. W Polsce album dotarł do 4 miejsca w notowaniu OLiS.

## Lista utworów
| Nr  | Tytuł utworu                            | Autorzy                                                            | Produkcja               | Długość |
| --- | --------------------------------------- | ------------------------------------------------------------------ | ----------------------- | ------- |
| 1.  | „Walk on Water”                         | Jared Leto                                                         | J. Leto                 | 3:05    |
| 2.  | „Dangerous Night”                       | J. Leto, Stevie Aiello                                             | Zedd, J. Leto           | 3:19    |
| 3.  | „Rescue Me”                             | J. Leto, Graham Muron                                              | KillaGraham, J. Leto    | 3:37    |
| 4.  | „One Track Mind” (featuring ASAP Rocky) | J. Leto, Rakim Mayers, Daniel Omelio                               | Robopop, J. Leto        | 4:20    |
| 5.  | „Monolith”                              | J. Leto                                                            | J. Leto                 | 1:38    |
| 6.  | „Love Is Madness”                       | J. Leto, Ashley Nicolette Frangipane                               | J. Leto, Jamie Schefman | 3:54    |
| 7.  | „Great Wide Open”                       | J. Leto                                                            | J. Leto                 | 4:49    |
| 8.  | „Hail to the Victor”                    | J. Leto, Aiello, Jim Taihuttu, Nils Rondhuis, Thom Van Der Bruggen | J. Leto, Yellow Claw    | 3:22    |
| 9.  | „Dawn Will Rise”                        | J. Leto                                                            | Schefman, J. Leto       | 3:57    |
| 10. | „Remedy”                                | Shannon Leto, Aiello                                               | J. Leto                 | 3:17    |
| 11. | „Live Like a Dream”                     | J. Leto                                                            | J. Leto                 | 4:06    |
| 12. | „Rider”                                 | J. Leto                                                            | Tommy English, J. Leto  | 2:58    |
|     |                                         |                                                                    |                         | 42:22   |

## Notowania
| Lista przebojów (2018)              | Najwyższa pozycja |
| ----------------------------------- | ----------------- |
| Australia (ARIA Charts)             | 10                |
| Austria (Ö3 Austria Top 40)         | 1                 |
| Belgia (Ultratop Flandria)          | 6                 |
| Belgia (Ultratop Walonia)           | 7                 |
| Czechy (ČNS IFPI)                   | 4                 |
| Finlandia (Suomen virallinen lista) | 13                |
| Francja (SNEP)                      | 29                |
| Hiszpania (PROMUSICAE)              | 9                 |
| Holandia (MegaCharts)               | 14                |
| Irlandia (IRMA)                     | 15                |
| Kanada (Canadian Hot 100)           | 3                 |
| Niemcy (Media Control Charts)       | 1                 |
| Norwegia (VG-Lista)                 | 20                |
| Nowa Zelandia (Recorded Music NZ)   | 36                |
| Polska (OLiS)                       | 4                 |
| Portugalia (AFP)                    | 2                 |
| Słowacja (ČNS IFPI)                 | 8                 |
| Stany Zjednoczone (Billboard 200)   | 2                 |
| Szwajcaria (Alben Top 100)          | 2                 |
| Szwecja (Sverigetopplistan)         | 24                |
| Wielka Brytania (OCC)               | 4                 |
| Włochy (FIMI)                       | 2                 |